# Szíriai csicsörke
A szíriai csicsörke (Serinus syriacus)  a madarak osztályának verébalakúak (Passeriformes) rendjébe és a pintyfélék (Fringillidae) családjába tartozó faj.

## Rendszerezése
A fajt Charles Lucien Jules Laurent Bonaparte francia ornitológus írta le 1811-ben.

## Előfordulása
Egyiptom,Izrael és Jordánia, Libanon, Palesztina és Szíria területén honos. Természetes élőhelyei a szubtrópusi vagy trópusi száraz erdők, gyepek és cserjések. Vonuló faj.

## Megjelenése
Testhossza 14 centiméter, testtömege 10-14 gramm. Kicsi, de hosszú farkú faj. Párzási időszakban a hímnek díszes tollazata van.

## Szaporodása
Fészekalja 3-5 tojásból áll, a tojó 12-14 napig kotlik.

## Természetvédelmi helyzete
Az elterjedési területe kicsi, egyedszáma 2500-9999 példány közötti és csökken. A Természetvédelmi Világszövetség Vörös listáján sebezhető fajként szerepel.